# Giro del Piemonte 2004
Il Giro del Piemonte 2004, novantunesima edizione della corsa, si svolse il 14 ottobre 2004 su un percorso di 186 km. La vittoria fu appannaggio dell'australiano Allan Davis, che completò il percorso in 4h39'23", precedendo gli italiani Alberto Ongarato e Francesco Chicchi.
Sul traguardo di Cuneo 119 ciclisti, su 152 partiti da Alba, portarono a termine la competizione. 

## Ordine d'arrivo (Top 10)
| Pos. | Corridore         | Squadra                | Tempo    |
| ---- | ----------------- | ---------------------- | -------- |
| 1    | Allan Davis       | Liberty Seguros        | 4h39'23" |
| 2    | Alberto Ongarato  | Fassa Bortolo          | s.t.     |
| 3    | Francesco Chicchi | Fassa Bortolo          | s.t.     |
| 4    | Steven De Jongh   | Rabobank               | s.t.     |
| 5    | Roger Beuchat     | Vini Caldirola         | s.t.     |
| 6    | Andreas Klier     | T-Mobile Team          | s.t.     |
| 7    | René Haselbacher  | Gerolsteiner           | s.t.     |
| 8    | Manuel Quinziato  | Lampre                 | s.t.     |
| 9    | Uroš Murn         | Phonak Hearing Systems | s.t.     |
| 10   | Patrick Calcagni  | Vini Caldirola         | s.t.     |